# Terry Adamson
Terence Adamson (sinh ngày 15 tháng 10 năm 1948 ở Houghton-le-Spring) là một cựu cầu thủ bóng đá người Anh thi đấu ở Football League, ở vị trí hậu vệ.